# Tunnel-canal de Foug
Pour un article plus général, voir Canal de la Marne au Rhin.
Le tunnel de Foug, ou souterrain de Foug, est un ouvrage d'art construit sur le Canal de la Marne au Rhin, visant à s'affranchir de la colline de Foug haute de 396 mètres. Il est situé sur les communes de Foug et Lay-Saint-Remy, en Meurthe-et-Moselle.

## Histoire
La traversée des côtes de Meuse a impliqué la création d'un tunnel pour l’établissement du canal de la Marne au Rhin. En plus de ce tunnel, plusieurs écluses et deux bassins furent aménagés en 1840. Dès le XIXe siècle, le territoire de la commune de Foug sera traversé par deux ouvrages souterrains de grande envergure (voir tunnel ferroviaire de foug)
Les délibérations municipales de 1843 signalent la présence de 400 à 500 ouvriers pour la construction du canal

## Description
Les eaux d'infiltration, dont le cheminement fut facilité par un sol très mauvais (disloqué et fracturé) ont considérablement gêné les travaux, engendrant de nombreux éboulements et accidents. L'ouvrage terminé présente une maçonnerie d'un mètre quarante d’épaisseur moyenne pour la voûte et d'un peu moins d'un mètre pour les piédroits. Il fut réalisé une banquette formant chemin de halage    d'un mètre quarante et une banquette de service de 40 centimètres.La largeur du canal est de six mètres vingt. 

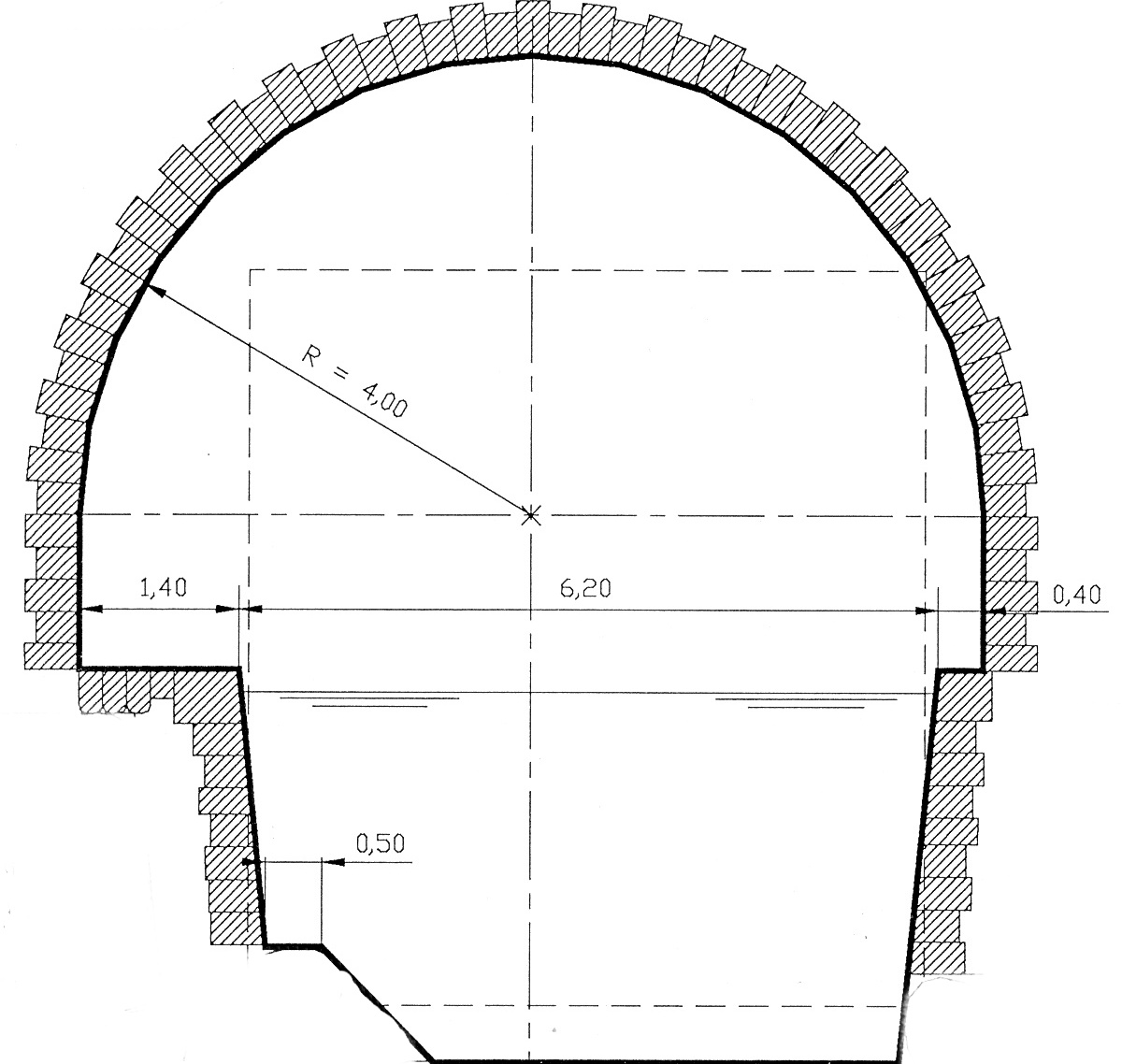
Coupe reconstituée du tunnel